# Sheryl Rubio
Sheryl Dayana Rubio Rojas, aussi connue sous le nom de Sheryl Rubio, est une actrice, chanteuse, danseuse, blogueuse, youtubeuse et mannequin vénézuélienne, née le 28 décembre 1992 à Caracas au Venezuela.
Elle est surtout connue pour avoir incarné Sheryl Sánchez dans la série télévisée Somos tú y yo, une série originale de Boomerang (entre 2007 et 2009) et dans la série dérivée Somos tú y yo, un nuevo día. Parallèlement à ce succès, il commence sa carrière de chanteur en 2007 après avoir participé aux trois bandes sonores de la série.
Depuis 2017, il joue le rôle de Lucía Dávila, l'un des rôles principaux dans la série télévisée mexicaine La casa de las flores, aux côtés de Verónica Castro, Cecilia Suárez et Juan Pablo Medina.

## Biographie et carrière

### 1992-2007: Enfance et débuts
Sheryl Rubio est la fille d'Óscar Rubio et de Damaris Rojas. Il avait une sœur aînée, Damaris Belmonte, qui a été assassinée par son petit ami à Caracas. Rubio a terminé ses études primaires et secondaires à l'école San José de Tarbes de Caracas. Sa carrière d'actrice a débuté à l'âge de sept ans dans de petits rôles d'enfants. 
Sheryl Rubio enchaîne les petits rôles dans des séries, comme dans la série Amantes de luna llena. Après avoir joué dans plusieurs telenovelas comme La Soberana et La niña de mis ojos. C'est à 14 ans que sa carrière prend une autre voie.

### 2007-2014: Succès avec Boomerang et Somos tú y yo
En 2007, le casting a commencé pour la série télévisée, Somos tú y yo. La principale préoccupation des directeurs de casting était de trouver le bon protagoniste de la série. Ainsi, elle s'est présenté à l'audition et les producteurs ont été agréablement impressionnés par la confiance que la jeune femme avait en elle. Après six mois de tests, l'actrice a été choisie comme protagoniste de la série originale de Boomerang et Venevisión. Où il a joué Sheryl Sánchez, une fille passionnée de musique. La série était une coproduction de Boomerang et de Venevisión. Il a également été diffusé en Amérique latine, en Europe, au Moyen-Orient et en Asie. Rubio a effectué une tournée nationale au Venezuela pour interpréter certaines des chansons originales de la série, vendant tous les billets de la tournée en un temps record, y compris une série de six concerts au Poliedro de Caracas, d’une capacité de 15 500 personnes. De même, son rôle dans le programme a valu à Rubio une reconnaissance mondiale. La série a connu deux saisons couronnées de succès, dont le dernier épisode a attiré environ 9,8 millions de téléspectateurs, soit l’audience la plus importante pour un épisode final d’une série de Boomerang lors de sa diffusion en Amérique latine.
En 2009, il a joué dans Somos tú y yo, un nuevo día, jouant deux personnages différents, Sheryl Sánchez et Candy. La série est une spin-off de Somos tú y yo et est également basée sur le film américain Grease, qui se déroule dans les années 1950. Rubio a participé à la tournée Somos tú y yo, une nouvelle journée, qui a débuté le 29 novembre 2009. 
En 2010, il est revenu à son personnage Sheryl Sánchez dans la série télévisée NPS: No puede ser. La série est la deuxième spin-off de Somos tú y yo et marque la clôture de la série.
En 2010, il a participé à la telenovela La viuda joven, écrite par Martín Hahn. Dans laquelle elle incarne Sofía Carlota Calderón Humboldt, une fille rebelle qui cherche à obtenir l’indépendance et la liberté du joug de sa famille. La série a été diffusée à l'échelle internationale dans plusieurs pays européens.
En 2012, Rubio reprend le travail avec l'écrivain Martín Hahn dans sa prochaine telenovela, Mi ex me tiene ganas, dans lequel il incarne Stefany Miller Holt, étudiant en stylisme qui se définit comme le mouton noir de sa famille. Rubio a reçu un accueil positif de sa part auprès des médias d'Amérique latine et d'Europe. Ce personnage marque sa croissance d'acteur dans un personnage plus mature. 
En mars 2014, il a participé à la première telenovela de Vivel Nouel, Corazón esmeralda, dans lequel il incarne Rocío del Alba Salvatierra, une fille qui nie sa condition féminine et qui veut paraître rude. Dans la telenovela, Rubio a interprété Corazón Extraño et Dime, como, cuando y donde, des chansons originales. La telenovela a été transmise à l'échelle internationale, dans plusieurs pays d'Amérique latine et d'Europe. En Hongrie, en Indonésie, en Roumanie, en Espagne et en Angola, elle fait ses débuts en tant que créatrice de mode et lance sa ligne de vêtements, Sheryl Rubio pour Melao.

### Depuis 2015:La casa de las floreset nouveaux projets
En 2015, elle a interprété Ángela Mendori dans le chapitre Au revoir aux filles de la série télévisée de Telemundo Escándalos, basée sur l'Affaire des séquestrées de Cleveland, un fait survenu aux États-Unis entre 2002 et 2004 à Cleveland, Ohio. Il faisait partie de la distribution de Los Hijos de Don Juan dans la comédie télévisée, alors il s’est rendu en Équateur pour tourner quelques mois.
En 2016, Rubio a joué un rôle de premier plan dans la campagne Upload Project de l'organisation Stand With Us, aux côtés de Cande Molfese et de plusieurs blogueurs, youtubeurs et influenceurs latins. Rubio s'est rendu dans les villes de Tel Aviv et de Jérusalem pendant quelques jours pour s'informer sur le tourisme en Israël et le promouvoir, et la même année, il a été annoncé qu'il ferait partie de la distribution principale de la série télévisée Guerra de ídolos. La série a débuté le 24 octobre 2016 à Los Angeles, en Californie. La série a été produite par Martha Godoy pour Telemundo et Netflix, en coproduction avec Fox. La série a été créée aux États-Unis le 24 avril 2017 sur Telemundo.
En juillet 2017, Rubio a été annoncé comme faisant partie du casting principal de la série originale de Netflix, La casa de las flores, créée par Manolo Caro, où elle incarne Lucia Dávila. La série a été créée le 10 août 2018. En octobre 2018, il a été confirmé que Rubio participerait aux deuxième et troisième saisons de la série.

## Filmographie
- 2000 : Amantes de luna llena : Ángela Rigores
- 2001: La soberana : Micaela Benavides
- 2002: La niña de mis ojos : Renata Antoni Díaz
- 2007-2008: Somos tú y yo : Sheryl (concert film)
- 2009: Somos tú y yo: un nuevo día : Sheryl Sanchez / Candy (concert film)
- 2010: No puede ser : Sheryl Sanchez (concert film)
- 2010: La viuda joven : Sofia Carlota Calderon Humboldt
- 2012: Mi ex me tiene ganas : Stefanny Miller Holt
- 2014: Corazón Esmeralda : Rocío del Alba Salvatierra López
- 2018 - 2019 : La casa de las flores : Lucía Dávila (10 épisodes)